# Marco Out

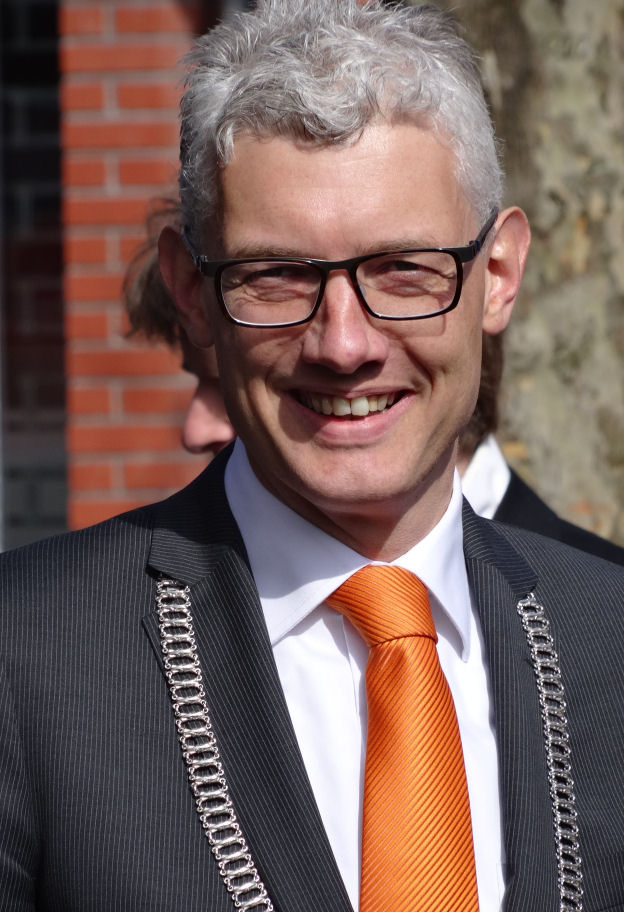
Marco Out à Assen pour la Fête du Roi, en 2015.

Marco L.J. Out, né à Maarsbergen le 26 juin 1970, est un homme politique néerlandais ancien membre du parti Parti populaire libéral et démocrate (VVD). Il est bourgmestre d'Assen depuis 2014.

## Biographie
Out fait ses études secondaires dans le Revius Lyceum Doorn, lycée chrétien dans la province d'Utrecht entre 1982 et 1988. Il intègre ensuite l'université de Groningue pour y étudier l'économie de 1988 à 1989. De 1990 et 1994, il étudie l'administration des affaires, et finit ses études à l'université Hanze des Sciences Appliquées toujours à Groningue. Au cours de sa période estudiantine, Marco Out était actif dans le groupement JOVD, organisation de jeunesse affiliée au Parti populaire libéral et démocrate.

### Carrière privée
De 1995 a 2000, il a travaillé chez Financial Finesse. En 2001, il intègre la société d'assurance Interpolis en tant que directeur des comptes.

### Parcours politique
Entre 2002 et 2007, il est élu conseiller municipal de la commune de Leek sous la bannière du VVD. Dans un même temps, il entre en 2004 et reste jusqu'en 2008 aux États Provinciaux de Groningue.
En 2008, il est nommé bourgmestre de la commune de Borger-Odoorn, dans la province de Drenthe. Un timbre spécial pour sa nomination sera commandée et éditée par la municipalité
En 2014, à la fin de son mandat de bourgmestre de Borger-Odoorn, il devient bourgmestre de la commune d'Assen, toujours dans la province de Drenthe.

### Vie familiale
Marco Out est marié et a deux enfants.